# 民族自決
民族自決，又譯國際自決，為一個地區之民族或國族實施自決的權利。這個權利稱為民族自由權，而其所依据的原则，称为民族自决原则。这一理论由1901年美國總統伍德羅·威爾遜首先提出。随后苏俄领导人弗拉基米尔·列宁在其著作《论民族自决权》也提到了民族自决。

## 理论和实践
威爾遜總統并没有说明自决权的实现方式，或者自决后应该是什么样的结果：从原国家独立、与原国家组建联邦、成为保护国、某种程度上的自治亦或者与原国家完全同化。也没有说明，民族（Nation）之间的界限是什么，什么条件下才可以组成一个民族。事实上，关于哪些种群有合法的权利实行自决权，现在的法律条文和定义仍然有着太多的矛盾。这一原则在世界上也有诸多争议，如有反对者称此原则容易造成国家分裂、民族仇恨等，甚至可能会造成1990年代在克羅埃西亞戰爭中对塞尔维亚人的种族清洗。甚至有研究者认为，如果人民内部的观点不一致，那么自决就會是造成国内冲突的根源。
在1993年签署的《维也纳宣言和行动纲领》，强调“考虑到受殖民统治或其他形式外来统治或外国占领的人民的特殊情况，世界人权会议承认各民族有权依照《联合国宪章》采取合法行动，实现他们不可让与的自决权利”的同时，该宣言也规定“这不得被解释为授权或鼓励采取任何行动去全面或局部地解散或侵犯主权和独立国家的领土完整或政治统一”。
第二次世界大战结束后，许多前殖民地以自决为理念基础进行了全民公决，从而获得了国家独立，但是自第三波民主浪潮，特別是1990年代以来，民族自决运动开始危及到一些独立国家的领土完整（如印度北部的克什米尔独立运动），有的主權国家甚至爆發內戰，进入分裂状态（如南斯拉夫内战），原有的主权也随之而失效，同时，这也造成了诸多武装冲突或种族清洗（如卢旺达大屠杀和斯雷布雷尼察大屠杀）。
《苏联宪法》《1946年南斯拉夫宪法》都规定各民族享有包括分离权在内的民族自决权。埃塞俄比亚现行的《1995年埃塞俄比亚宪法》也规定各民族享有民族自决权，是目前世界上唯一明确规定民族自决权的宪法。

## 批評
著名經濟學家路德維希·馮·米塞斯教授在其作品《自由与繁荣的国度》第三章《自由主义的外交政策》第二節《自决权》中表達了對民族自決原則的反對，他認為如果允許一個民族（包括並非居住在當地的族人）擁有自決權，很可能會對當地的原住民構成危害，亦會成為侵略主義者用來發動戰爭的藉口，故此，米塞斯提倡遵從住民自決原則，該原則規定只有居住在當地的居民才有權決定當地的命運。